# Jacques Boucher de Crèvecoeur de Perthes
Jacques Boucher de Crèvecœur de Perthes (Perthes, 10 de setembre del 1788 - Abbeville, 5 d'agost del 1868), amb el nom abreujat de Boucher de Perthes, va ser un geòleg francès i un dels primers arqueòlegs en el sentit modern del terme.
Nascut a les Ardennes, va ser el fill primogènit del botànic Jules Armand Guillaume Boucher de Crèvecœur. Com el seu pare, va treballar com a funcionari de duanes i el seu treball el va portar a residir sis anys a Itàlia d'on retornà cap a França el 1811.
En el seu temps lliure, va estudiar els temps prehistòrics. Cap al 1830, va trobar en la vall del Somme restes de treballs en pedra de l'ésser humà primitiu, descobertes que no van ser publicades fins al 1846.
El 1847, va començar a redactar el seu monumental treball en tres volums titulat Antiquitis celtiques et antediluviennes, amb què va ser el primer a establir l'existència de l'ésser humà durant el Plistocè, malgrat que les deficiències metodològiques del seu treball li restaren acceptació, fins que els treballs de Jean Paul Rigollot (1855) i Joseph Prestwich (1859) ratificaren que els objectes trobats eren artefactes humans.
El 1954, a la localitat d'Abbeville, on residia Boucher de Perthes, es va inaugurar un museu amb el seu nom amb molts dels materials recol·lectats.